# Antoine Lavoisier
Antoine Laurent de Lavoisier (Párizs, 1743. augusztus 26. – Párizs, 1794. május 8.) francia vegyész. A kémia mellett botanikát, csillagászatot és ásványtant is tanult. A modern kémia atyja, aki kísérleteivel bebizonyította, hogy az égés oxigénelvonással jár, illetve megállapította a víz összetételét, és meghatározta a kémiai elem fogalmát.

## Élete és életműve

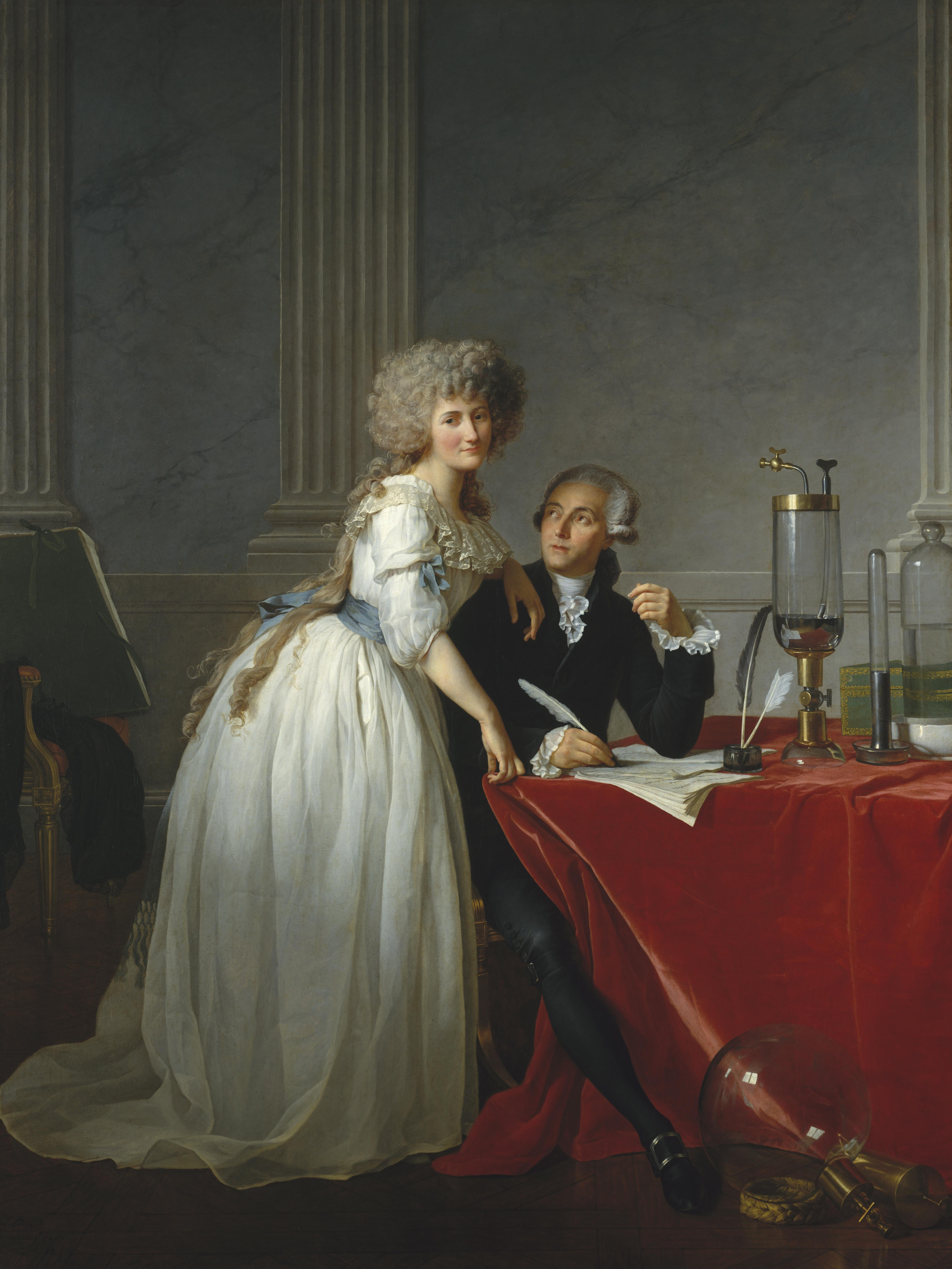
Lavoisier és felesége, Marie Jacques-Louis David festményén (1788)

### Családja
Antoine-Laurent Lavoisier egy jómódú francia nemes családban született Párizsban 1743. augusztus 26-án. Apja ügyész volt a párizsi parlamentben (A régi Franciaországban az egyes tartományok legfelsőbb bíróságát nevezték parlamentnek), nemesi rangját polgári érdemeiért nyerte. Lavoisier anyja egy ügyvéd lánya volt. Húga két évvel volt fiatalabb nála. Anyai nagyszülei igen gazdagok voltak, nagy örökség várt rá tőlük. Ötéves korában meghalt édesanyja. Apja ekkor két gyermekével anyósához költözött, ahol a gyermekek nevelésével a nagyanya és a nagynéni – elhunyt édesanyja húga – foglalkozott. 15 éves korában húga, Marie Marguerite szintén meghalt, így a család minden reménysége Antoine Lavoisier maradt.

### Tanulmányai és első kísérletei
Lavoisier már fiatal éveiben érdeklődött a természettudományok iránt. 1754-től a Collège Mazarin elit egyetemet látogatta, ahol apja kívánságára előbb jogtudományt hallgatott. Lacaille felfedezte a természettudományos tehetséget benne, és támogatta őt. Ettől kezdve természettudományokat hallgatott, felállította a maga kis kutatólaboratóriumát, és kísérletezni kezdett. 22 évesen hozta nyilvánosságra első munkáját, amelyben a gipsszel foglalkozott. 1766-ban aranyérmet kapott Párizs közvilágításának fejlesztéséért, és már 25 évesen a Francia Természettudományi Akadémia tagjává választották.
1771-ben feleségül vette a csupán 13 éves, gazdag családból származó Marie-Anne Pierette Paulze-ot, ami lehetővé tette számára, hogy egy nagy laboratóriumot rendezzen be, ahol felesége is szívesen kísérletezett, vezette a labor jegyzőkönyvét, és tudományos műveket fordított. Lavoisier egyik legnagyobb érdeme volt, hogy kísérleteit gondosan feljegyezte, méréseket és tömegméréseket végzett. Ezekre a célokra készülékeket és eszközöket konstruáltatott, melyekkel elsősorban a gázokat a korábbinál pontosabban tudta mérni. Később már képes volt nagy gáztömeg tárolására és ezek tömegének 50 milligramm pontossággal való mérésére.

### Az oxidáció elmélete
1774-ben Lavoisier megismerte Joseph Priestley angol kémikust, aki a higany-oxid hevítésekor megállapította, hogy gázok keletkeznek, amelyeket ő „tűzlevegőnek” nevezett. Ettől indíttatva Lavoisier felfedezte saját kísérletei révén, hogy ezeknél a gázoknál egy olyan anyagról van szó, mely a levegőnek és a víznek alkotó eleme. Ezt az anyagot elnevezte Oxygenium (oxigénnek) és kidolgozta az oxidáció elméletét.
Korábban az volt a felfogás, hogy égéskor az anyagokból kiválik egy flogisztonnak nevezett kémiai elem és mint gáz a levegőbe kerül. Ezen túl az a meggyőződés uralkodott, hogy a hő maga is anyag. Lavoisier készülékei segítségével kimutatta, hogy fém-karbonátok (például az ólom-karbonát vagy a márvány) elégetésekor gáz szabadul fel. A hamu és a gáz tömegeit összegezve kimutatta, hogy a „produktum” tömege megegyezik a kiinduló összetevők tömegeinek összegével, a kalcium-karbonát elégetésekor is, melynél azonosította a szén-dioxidot. Rendkívül rendszeresen égetett el más anyagokat is, például foszfort és ként, és itt felfedezte azt, hogy a tömegek megnövekedtek. Feleségének ezt diktálta:
Talán nyolc napja felfedeztem, hogy a kén tömege elégetéskor nem kisebb, hanem ellenkezőleg, nagyobb lesz. Ugyanez történik a foszfor esetében is: a tömeg megnövekedése a tetemes mennyiségű levegőből származik, mely az égés során a gőzökkel kötésbe kerül. Ez a felismerés vezetett engem ahhoz a feltételezéshez, hogy az, ami a kén és a foszfor elégetésekor megfigyelhető, minden más testnél felléphet, mely elégetéskor tömegét növeli.

### Az anyagmegmaradás törvénye
1781 tavaszán Lavoisier felesége angolból a lefordította Robert Boyle angol tudós egyik kísérletének leírását, amelyben Boyle ónt hevített fel, és azt találta, hogy az ón tömege megváltozott, aminek nem tudta magyarázatát adni. Boyle, sok más tudóshoz hasonlóan úgy gondolta, hogy a tömegnövekedés a kémiai kísérlet során „keletkezett”.
Lavoisier furcsának találta a rejtélyes tömegnövekedést (vagy csökkenést), amiről akkoriban a kísérletek beszámoltak, és meg volt győződve arról, hogy ez a mérések hiányosságából következik. A kémikusok ugyanis addig nem végeztek méréseket, csupán megfigyeltek és leírták megfigyeléseiket. Lavoisier úgy gondolta, sokkal fontosabb megmérni azt, ami megmérhető és a tömeg éppen ilyen volt.
Elhatározta, hogy megismétli Boyle kísérletét, gondosan leméri a tömeget, és ennek alapján rá fog jönni, hogy mi okozza a tömegnövekedést. Egy kis méretű ónlemezt mérlegre tett és pontosan megmérte annak tömegét. Ezután az ónt egy hőálló üvegedénybe tette, amit légmentesen lezárt. Lemérte az edényt az ónnal együtt, mielőtt még melegíteni kezdte volna. A melegítés során az ón felületén vastag, szürke hámréteg jött létre (ahogyan azt Boyle is leírta). Lavoisier kikapcsolta az égőt, megvárta, amíg az üveg a benne lévő anyaggal együtt kihűl, majd újból lemérte a tömegét. A tömeg pontosan ugyanannyi volt, amint a kísérlet elején. Ekkor felnyitotta az üveg kupakját, és észrevette, hogy hirtelen levegő áramlik az üvegbe, mintha odabent vákuum lett volna. Kivette az ónt, megmérte a tömegét, és úgy találta, hogy az 2 grammal több lett. Lavoisier kikövetkeztette, hogy a tömegnövekedés a palackba áramló levegő miatt következett be.
Megismételte a kísérletet nagyobb méretű ónnal. A tömegnövekedés ekkor is 2 gramm volt. Újból megismételte a kísérletet és ezúttal a levegő térfogatát is megmérte. Azt találta, hogy annak 20%-át elnyeli az ón a hevítés során. Úgy gondolta, hogy a levegőnek csak ez a 20%-a képes reakcióba lépni az ónnal, és felismerte, hogy ez az a bizonyos „tiszta levegő” lehet, amit Priestley 1774-ben felfedezett – ezt a gázt Lavoisier oxigénnek nevezte el.
További kísérletek után rájött, hogy a méréseivel valami fontosabb dolgot bizonyított be, mégpedig azt, hogy a kísérletek során sem anyag nem vész el, sem nem keletkezik a semmiből, az anyagok összmennyisége változatlan marad.
Kutatása megcáfolta az addig érvényben lévő flogisztonelméletet. 1789-ben kémiai szövegkönyvében megállapította az anyag megmaradásának elvét:
Természetes vagy mesterséges eljárások során semmi sem teremtődik, axiómának tekinthetjük, hogy minden eljárásnál ugyanaz az anyagmennyiség van az eljárás előtt és az után.
Lavoisier ezzel a sztöchiometria – a „kémiai matematika” megalapítója lett.

### A hidrogén felfedezése

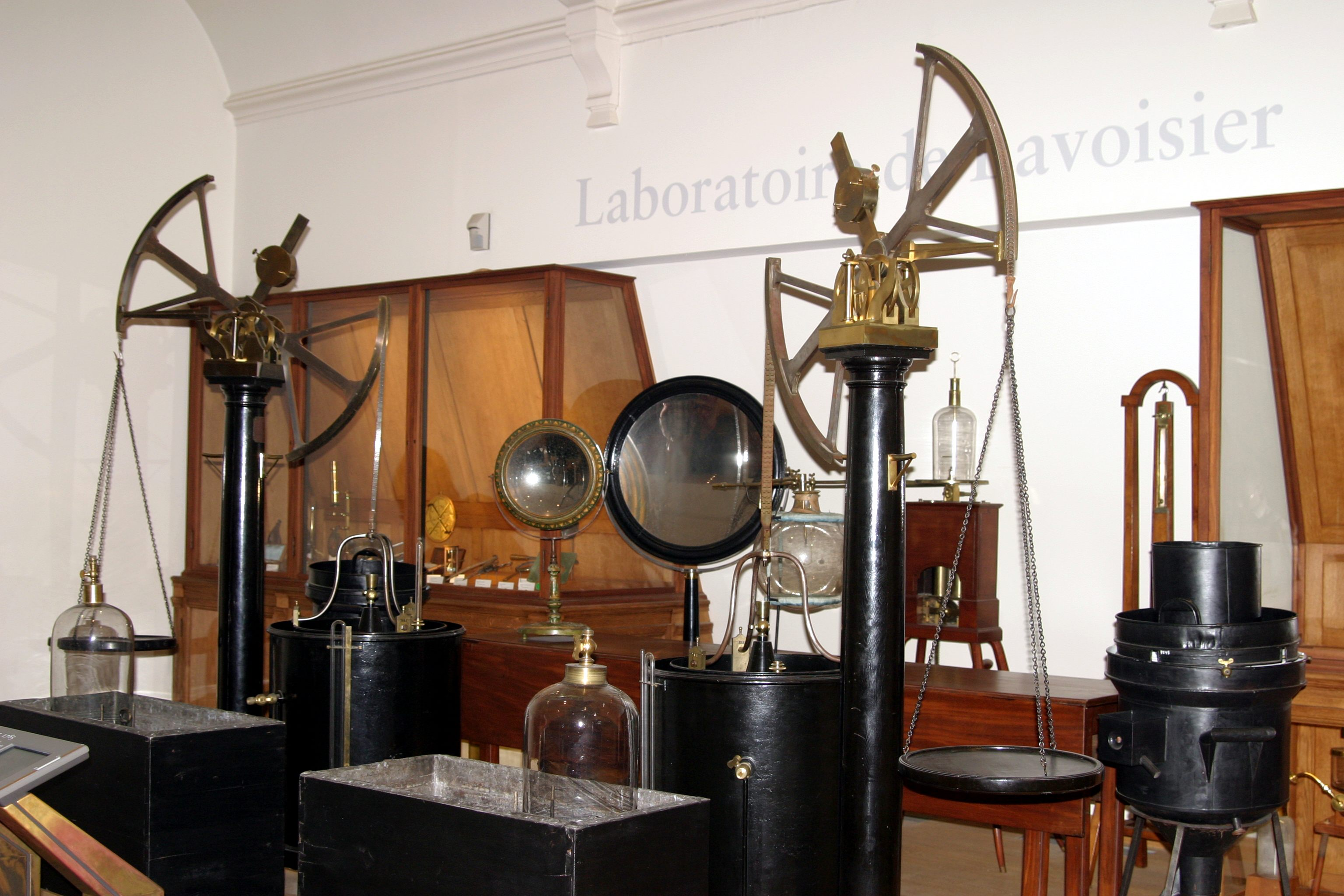
Lavoisier laborja

1783-ban értesült Lavoisier arról, hogy Angliában Henry Cavendish a vizet két gázrészre bontotta. Megismételte a kísérletet, majd a gázokból ismét vizet nyert és ennek alapján felállította a következő tézist:
Mindkét légnemű elégetése és azok átalakulása vízzé úgy, hogy a tömegük összege megegyezik, és nem hagynak kétséget afelől, hogy ez az anyag, melyet eddig elemként kezeltünk, összetett anyag.
Lavoisier ezzel megdöntötte Arisztotelész régi elméletét, amely a levegőt és a vizet elpusztíthatatlan elemeknek tartotta. Ismereteit egy további kísérlettel támasztotta alá: vasreszeléket vörös izzásig hevített, föléje vízgőzt vezetett és megállapította, hogy a vas vasoxiddá változott és közben a tömege megnövekedett. Továbbá megállapította, hogy bár a vízgőznek egy része ismét kondenzálódott, egy másik része azonban „éghető levegővé” esett szét. Lavoisier felismerte, hogy az igy nyert gáz a tartályban hidrogén. Mivel ez heves reakcióra képes anyag volt, a gáznak a durranógáz nevet adta.

### A forradalom alatti tevékenysége
Lavoisier-t mindenki csodálta és 1784-ben a Francia Tudományos Akadémia vezetőjévé vált. A francia forradalom után részt vett a reformokban; támogatta az egységes metrikus rendszer bevezetését a tömeg és a súly mérésére, képviselő lett, és a „Párizsi fal” szervezője, melynek célja beviteli vám kivetése a bevitt árukra. Továbbá az állami lőpor-felügyelet vezetője lett, és jelentősen meg tudta növelni az előállított lőpor mennyiségét. A „Párizsi fal” „vámbérlőinek” tagjaként 1793 novemberében 28 kollégájával együtt letartóztatták zsarolás és „adóbehajtás” vádjával, és 1794. május 8-án nyaktilóval kivégezték. Barátja, az olasz csillagász és matematikus Joseph Louis Lagrange keserű rezüméje:
Egy fejet levágni csak másodpercek kérdése, de évszázadok sem képesek Lavoisier-hez hasonló embert adni.
Jean-Baptiste Coffinhal bírónak gyakran tulajdonítják az idézetet: „A köztársaságnak sem tudósokra, sem kémikusokra nincs szüksége. Az igazságszolgáltatást nem szabad megállítani.” Mindezt ma nem tartják hitelesnek.

## Méltatás

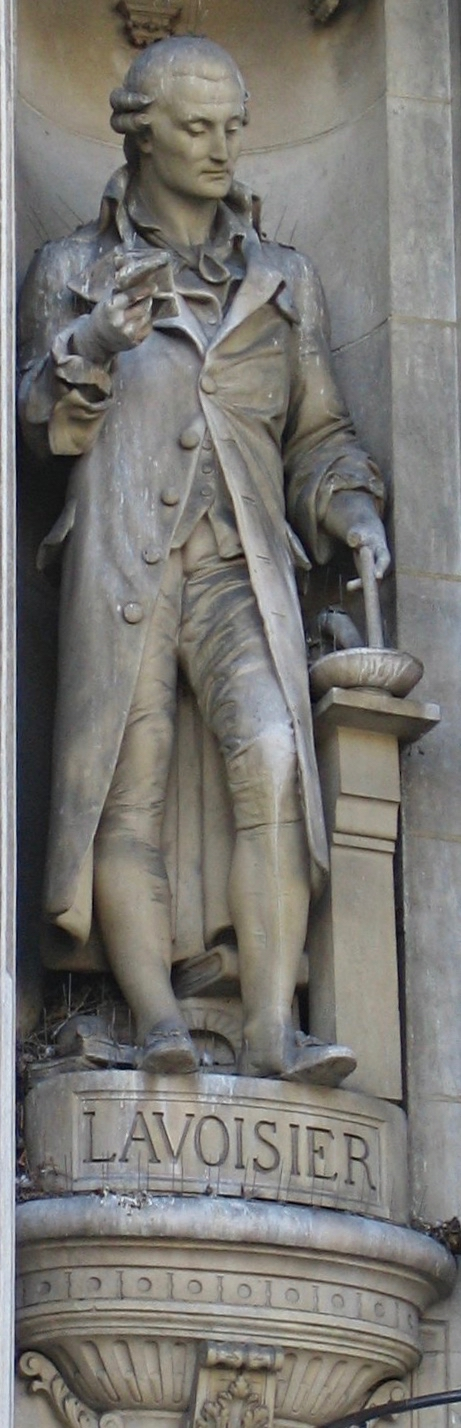
Antoine Lavoisier szobra a párizsi városháza falában

Lavoisier volt az első, aki felfedezte a víz vegyület voltát, amely oxigénből és hidrogénből áll. Az oxigén felfedezésével bevezette az oxidáció fogalmát: az elemeknek az oxigénnel való vegyülését oxidokká. Ezekből az ismeretekből precíz mérések révén levezette az anyagmegmaradás elvét. Lavoisier foglalkozott még az alkoholos erjedéssel és a növények növekedésének részleteivel, miközben elsőként ismerte fel az állati és növényi lélegzés törvényszerűségeit (a szén-dioxid-keringést). Az elemeknek egy új listáját állította fel és reformálta a latin elnevezéseket.
- Lavoisier név szerint van megörökítve az Eiffel-tornyon lásd : Az Eiffel-tornyon megörökített nevek listája.
- Ő az egyetlen nem német tudós, akinek tiszteletére a müncheni Német Múzeumban egy mellszobor áll.[3]
- Ugyanebben a múzeumban Lavoisier laboratóriumát rekonstruálták[4]

1940-ben Henry Guerlac amerikai kémikus és tudománytörténész átnézte Párizsban Lavoisier egy kiadatlan kéziratát, melyet Lavoisier: The Crucial Year címen nyilvánosságra hozott. Guerlac e munkájáért 1958-ban a George Sarton és Lawrence Joseph Henderson által alapított History of Science Society (HSS) Pfizer díját nyerte el.

## Legenda
Egy legenda, amely eddig nem nyert bizonyítást: amikor Lavoisier-t nyaktiló általi halálra ítélték, elhatározta, hogy életét egy kísérlettel fogja befejezni; miután levágják a fejét, megpróbál oly gyakran, amilyen gyakran lehetséges, pislantani a szemeivel, mielőtt elveszíti az eszméletét, hogy így demonstrálja, milyen hosszan él még a lefejezett ember. Lavoisier tizenegyszer pislantott. (Forrás: Motion Mountain – Christoph Schiller, ingyenes fizika-könyv)

## Megjelent munkái
- Opuscules physiques et chimiques (1774)
- Traité élémentaire de chimie (1789)

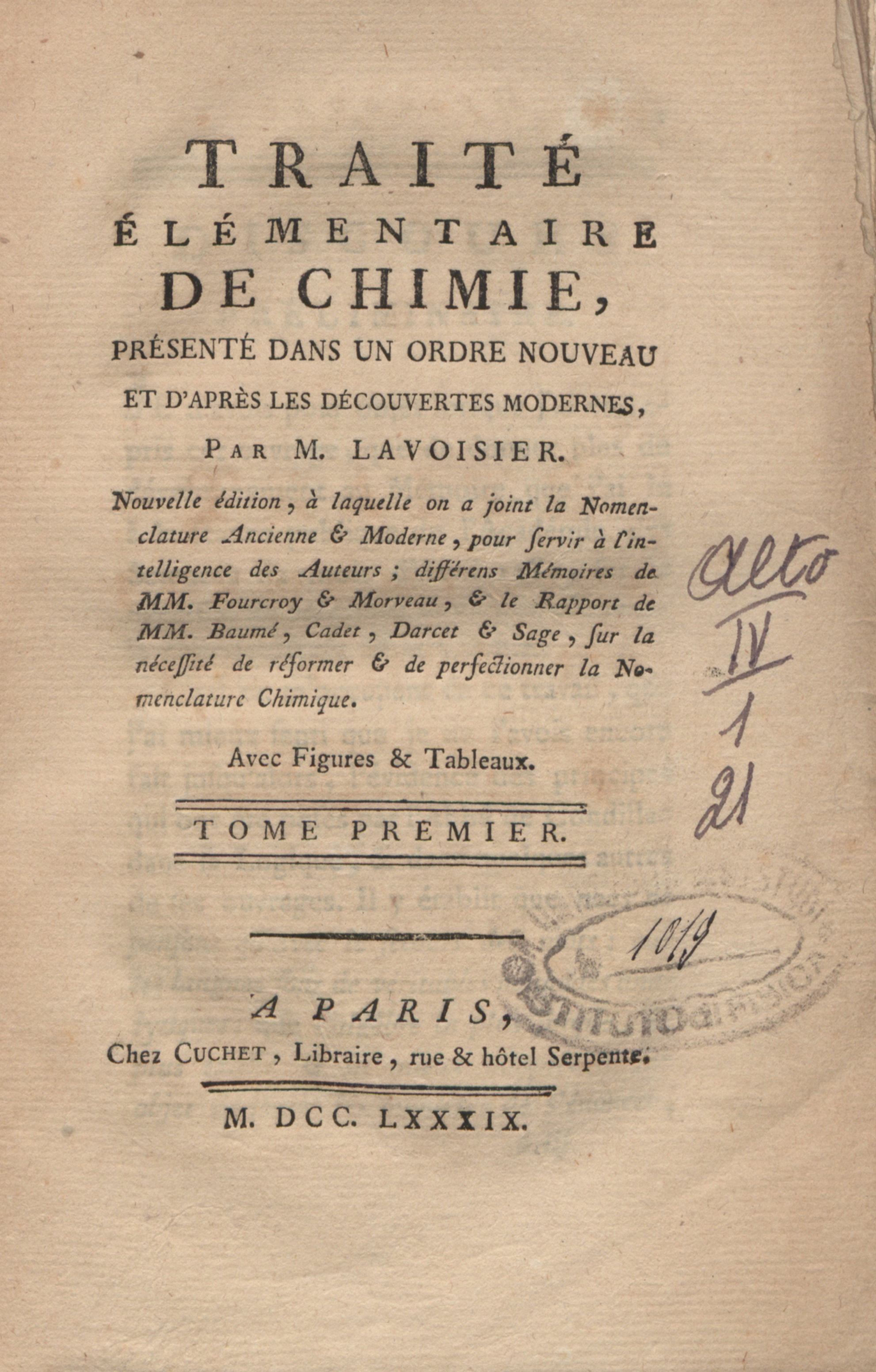
Traité élémentaire de chimie

## Fordítás
- Ez a szócikk részben vagy egészben  az   Antoine Laurent de Lavoisier című német Wikipédia-szócikk fordításán alapul.  Az eredeti cikk szerkesztőit annak laptörténete sorolja fel. Ez a jelzés csupán a megfogalmazás eredetét és a szerzői jogokat jelzi, nem szolgál a cikkben szereplő információk forrásmegjelöléseként.